# Pierre Salinger
Pierre Emil George Salinger (ur. 14 czerwca 1925 w San Francisco, zm. 16 października 2004 w Cavaillon) – amerykański dziennikarz, sekretarz prasowy prezydentów USA, senator z Kalifornii.

## Życiorys
Studiował na Uniwersytecie w San Francisco. Pracował jako dziennikarz w programie informacyjnym stacji ABC, ABC News. W administracji prezydentów USA Kennedy’ego i Johnsona był rzecznikiem prasowym Białego Domu.
W lipcu 1964 został mianowany senatorem ze stanu Kalifornia z ramienia Partii Demokratycznej, na dokończenie kadencji zmarłego senatora Claira Engle. Na jesieni 1964 kandydował samodzielnie do Senatu, ale nie został wybrany; zaledwie kilka dni przed upływem kadencji zrezygnował z mandatu (31 grudnia 1964) i został zastąpiony przez wybranego już następcę, George’a L. Murphy’ego.
Zasiadał w jury konkursu głównego na 28. MFF w Cannes (1975). 
W listopadzie 1996 nagłośnił teorię, że katastrofa samolotu z Nowego Jorku do Paryża 17 lipca 1996 została spowodowana omyłkowym zestrzeleniem przez marynarkę wojenną USA; wersja ta, zaczerpnięta z Usenetu, okazała się fałszywa, a łatwowierność w odniesieniu do informacji z Internetu otrzymała nazwę syndromu Pierre'a Salingera.
Zmarł w 2004 w szpitalu w Cavaillon we Francji. Po śmierci jego ciało zostało pochowane na Narodowym Cmentarzu w Arlington w Wirginii.